# Carenesycha velezi
Carenesycha velezi là một loài bọ cánh cứng trong họ Cerambycidae.